# 藏人行政中央
藏人行政中央（藏語：བཙན་བྱོལ་བོད་གཞུང་།，威利转写：btsan byol bod gzhung），原名為西藏喜樂宮勝十方政府，音譯為博雄甘丹頗章確勒郎傑（藏語：བོད་གཞུང་དགའ་ལྡན་ཕོ་བྲང་ཕྱོགས་ལས་རྣམ་རྒྱལ་，威利转写：bod gzhung dga' ldan pho brang phyogs las rnam rgyal），常稱西藏流亡政府（藏語：དབུས་བོད་མིའི་སྒྲིག་འཛུགས་，威利转写：dbus bod mi'i sgrig 'dzugs）其將自身表述為合法代表西藏與藏人的政府，曾經支持過西藏獨立，目前主要推行西藏的完全自治。
藏人行政中央起源於西藏噶廈政府，在1912年至1951年期間處於事實上獨立之地位（名义上属于中华民国政府），1951年西藏政府向中华人民共和国政府投降，在该国体制内自治，起初合作期間大致和平。1957年至1959年，噶廈與北京逐漸發生矛盾，並与武裝組織四水六崗互相呼应，支持由局部逐渐扩展至全面的武装抗争，原先簽訂的《十七條協議》被中华人民共和国政府视为无效。1959年藏區骚乱後，第十四世達賴喇嘛從拉薩流亡到印度，1960年建立西藏流亡議會和藏人行政中央，與海外藏人獲得印度和西方國家的一些協助後，流亡政府乃駐留在印度達蘭薩拉。1990年代以來，流亡政府逐步引入英美式的政治改革。2001年，西藏流亡政府舉行藏人歷史上的首次議會直選。2011年，前领袖第十四世達賴喇嘛主動卸下一切政治權力，將統治權交給噶伦赤巴，完成政教分離並退休。首任非喇嘛領導洛桑森格當選為噶伦赤巴，負責決策流亡政府的一切政治事務，後來該職位改稱為西藏司政，目前的領導人是邊巴次仁，司政也是西藏流亡政府的首長。

## 歷史

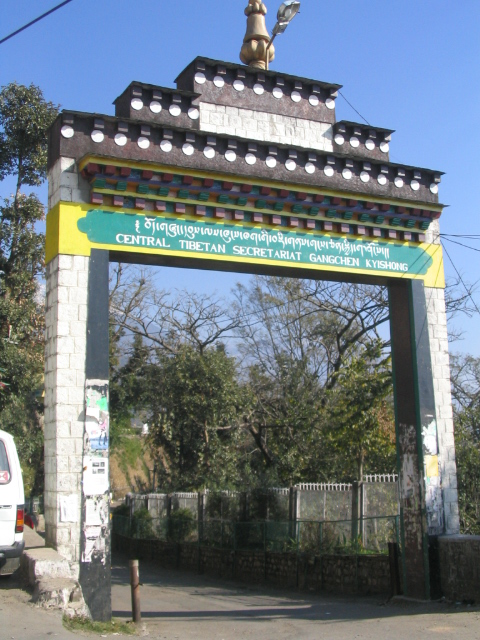
西藏流亡政府所在地

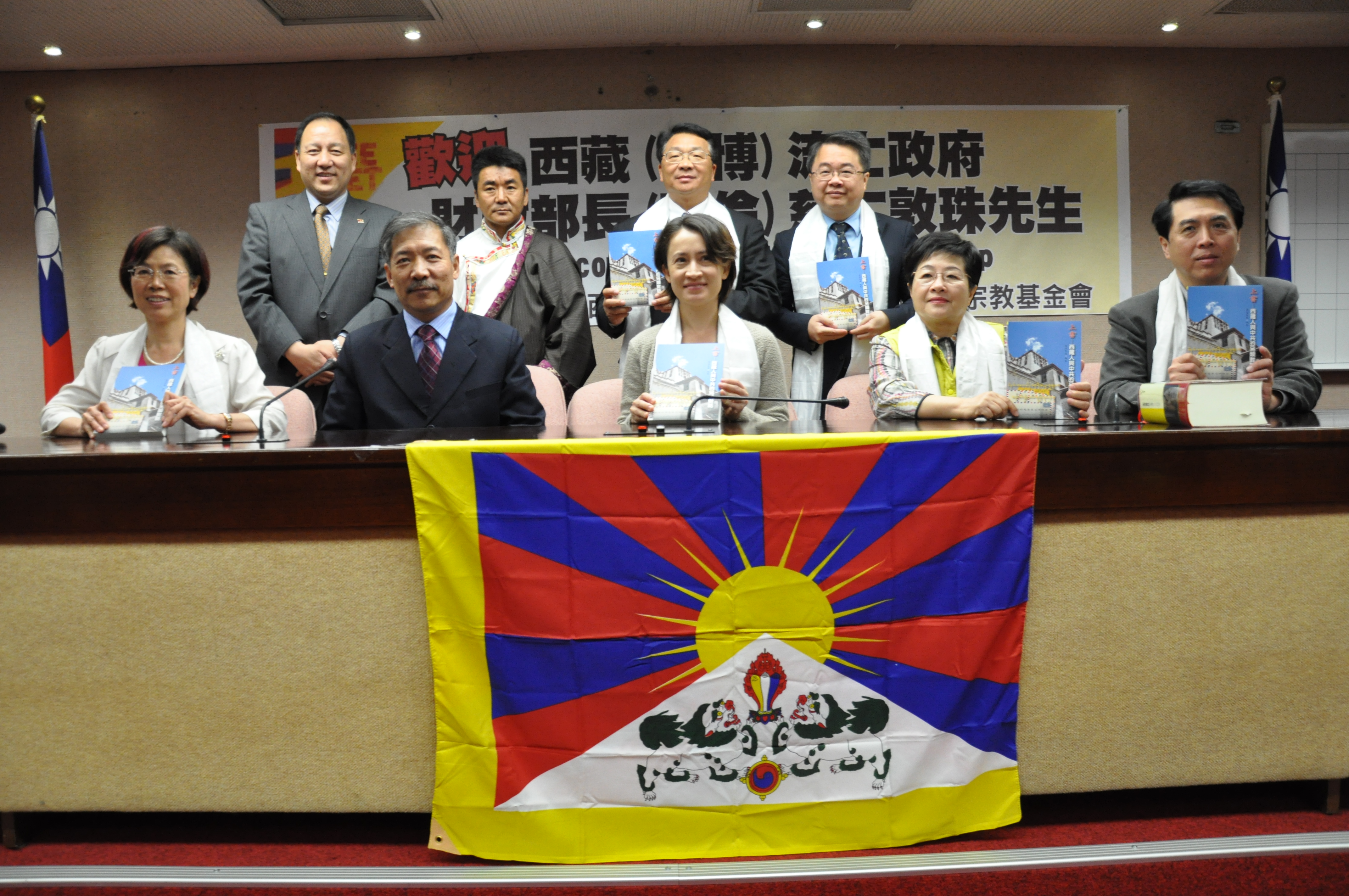
西藏流亡政府財政部長拜訪中華民國立法院

西藏流亡政府主張康巴、衛藏、安多等地：大藏區，為其領土，这些地方目前實際上是中華人民共和國與印度等地的领土，西藏流亡政府宣稱這種實際控制的狀況為非法的武力佔有。
西藏流亡政府的總部在印度共和国喜马偕尔邦坎格拉县的達蘭薩拉。
1959年，第十四世達賴喇嘛在藏人反對中國統治的武裝衝突失敗後離開西藏，1960年建立西藏流亡議會與藏人行政中央，議會成員由民選產生。但尚未形成政黨政治，第十四世達賴喇嘛是政府最高領導者。
流亡政府主張的領土範圍包括歷史上西藏政府管轄的衛藏、康區、安多三個省以及其他地區，三個省的地域涵蓋目前的西藏自治區範圍之外，包含印度實質佔有的阿魯納恰爾邦，以及中國的甘肅、四川、雲南、青海省的一部份，其他地區則有南亞的藏族傳統分佈地區。流亡政府將三個省以及其他地區称为大西藏地区，面積達240萬平方公里，而中国政府并不承认此说法。

### 民主改革
2001年，在第十四世達賴喇嘛的建議下，印度的藏人行政中央以直接選舉形式推舉首名西藏流亡政府的首席部長噶倫赤巴，然後再由噶倫赤巴向議會提出其他內閣成員的候選名單，經議會通過後正式任命之。
2011年3月14日，第十四世達賴喇嘛正式致信西藏流亡議會，要求卸下一切政治權力，辭去政治領袖一職，并强调政教分离。他还提議修改憲法，將政權完全交給一个「民选的、有任期的政治领导人」。2011年4月27日，洛桑森格正式当选为新的领导人，8月8日宣誓就任噶倫赤巴，第十四世達賴喇嘛將一切政治權力移交給他，終結西藏政体神權統治的傳統。
2012年9月20日，藏人行政中央安全部部長忠瓊歐珠在第15屆西藏人民議會第4次會議中提出修正案，經全體議員一致通過更改《西藏流亡憲章》第19條，將西藏政治領袖噶倫赤巴的職稱正式修訂為西藏司政（藏文「斯迥」：Sikyong）。洛桑森格也成為最後一位保有噶倫赤巴稱號，以及第一位被稱為西藏司政的西藏民選首長。
2020年12月，美国国会通过《西藏政策及支援法案》，承认藏人行政中央是反映全世界西藏人民愿望的合法机构。

## 政治
藏人行政中央实行三权分立的民主制度，由最高法院、西藏人民议会和内阁（噶厦）组成，还有三个独立的机构，它们分别是审计署、选举署和干部选任委员会。

## 對於西藏歷史的主張
西藏流亡政府认为西藏是一個歷史可追溯至西元第七或第八世紀的民族國家。
西藏曾經被蒙古帝國入侵，進而與南宋、北方的金朝、中西亞諸國（包括現代的伊朗、伊拉克、敍利亞等）一同被併入蒙古帝國版圖。明朝继承西藏的监管权。 1720年，西藏强行阻斷印度與清朝的貿易路線，在準噶爾汗國控制西藏並侵略清帝國的前提下，清帝國出兵驅逐準噶爾汗國在西藏的勢力，並扶立七世達賴喇嘛後作為西藏的保護國統治西藏，恢復與印度的貿易路線。1903年，英國為了開通這條貿易路線，發生英國侵藏戰爭。1911年，西藏與清政府對抗，驅逐四川總督趙爾豐。
在流亡藏人的主张中，经常会提及主權國家尼泊爾對西藏獨立主權的承認。1949年，尼泊爾申請加入聯合國。聯合國要求申請入會的國家必須證明自身是主權獨立的。其中一項判斷標準，就是申請國須獲得其他主權獨立國家的承認。在尼泊爾申請入會的官方文件中，按如下順序列舉與六個主權獨立國家的外交關係：英國、西藏、法國、美國、印度、不丹。西藏被列於英國之後，法國、美國、印度、不丹之前，證明主權國家尼泊爾對西藏獨立主權的承認。聯合國接受尼泊爾成爲正式會員國，也表明聯合國對尼泊爾所列舉入會理由一定上的認可，尼泊爾直到後來於1955年得以進入。但尼泊爾實際上仅憑藉英國對其主權國家地位的承認即可加入聯合國，排在英國之後的“國家”事實上無關緊要。這份文件的日期是1949年7月22日，然而当时的中华民国政府尚对西藏拥有法理上的主权，此時中華人民共和國本身也還沒有建國。
1949年以後，中華人民共和國政府成立，其立場是即使在被支持西藏独立的人士视为西藏獨立的時期（1912年–1951年），中華民國政府依然主張對於西藏擁有主權，1951年的接管只不過是遠自十三世紀以來，在中國領土自身內部的再次接納。這樣主權行為並得到英國等其他國家直接或間接承認。中國政府稱沒有國家在外交上明確承認西藏，並稱有證據顯示西藏承認中國的管轄，比如在1947年，西藏的代表在南京參與中華民國憲法的起草。自從十八世紀起，中國歷代政府的行政長官就在拉薩駐扎。

## 與中華人民共和國政府的談判
2002年起雙方都做出讓步下，藏人行政中央之代表（中華人民共和國政府稱為「達賴喇嘛的私人代表」）曾到北京進行六次商談。
2008年，西藏發生314事件後，雙方也曾於5月、7月、11月分別會面商談。双方代表分别是甲日·洛迪和中共中央统战部部長杜青林。7月的商談中，統戰部轉達中华人民共和国政府要求達賴喇嘛落實「四個不支持」（即“以實際行動不支持干擾破壞北京奧運會的活動、不支持策劃煽動暴力犯罪活動、不支持並切實約束『藏青會』的暴力恐怖活動、不支持一切謀求『西藏獨立』、分裂中国的主張和活動”），據說獲得藏方正面回應，但藏人行政中央代表坚持把西川青海西云南疆划入西藏自治，並不准中國干涉行政、軍事外交獨立，雙方商談無結果，僅商訂再次商談。
2008年11月，甲日·洛迪等人再次到北京商談，提出「為全體藏人獲得真正自治的備忘錄」（英語：Memorandum on Genuine Autonomy for the Tibetan People）。備忘錄称自治合乎宪法和法律，並提出在憲法下應加強的自治項目和权利。但新華社稍後發文反駁備忘錄，認為該文件仍隱含「大藏區」、「假自治真獨立」等企圖。會談因此沒有進一步結果。

## 外部連結
- Central Tibetan Administration （页面存档备份，存于）
- Tibet Society （页面存档备份，存于）
- 藏人行政中央（中文）